# Pierre Grandet
Pour les articles homonymes, voir Grandet.
Pierre Grandet, né en 1954, est docteur en égyptologie. 
Après des études d'histoire et d'égyptologie à l'université de Paris-IV Sorbonne et à l'École pratique des hautes études, il enseigne l'égyptien hiéroglyphique et la civilisation pharaonique au cours Khéops à Paris et à l'université catholique de l'Ouest à Angers.
Il collabore régulièrement à la revue l'Histoire et est l'auteur, entre autres, de l'ouvrage Ramsès III. Histoire d'un règne (Pygmalion-G. Watelet, 1994).
Par ailleurs, il est le coauteur (avec Bernard Mathieu) d'une grammaire intitulée : Cours d'égyptien hiéroglyphique.

## Publications
- L'Égypte des grands Pharaons - Ramsès III [détail des éditions]
- avec Bernard Mathieu, Cours d'égyptien hiéroglyphique [détail des éditions]
- Hymnes de la religion d'Aton [détail des éditions]
- « Sous le joug des pharaons », L'Histoire n°280, octobre 2003.
- « Dame  Naunakhté  et  sa  succession », Égypte, Afrique & Orient,  no 25,  2002.